# ノリスリンク
ノリスリンク（Norisring）は、ドイツのニュルンベルクに所在する公道コース。全長2.3km。

## 概要
このサーキット及び開催レースは、大都市の中に位置し近くにドゥッツェンタイヒ湖があることから、モナコグランプリと比較される。代表的イベントであるノリスリンク・トロフィーは、ドイツツーリングカー選手権の中でも重要な一戦とされる。また、他のサーキットよりもレースを目近で観られる点がファンに人気である。
尚、このコースはかつてのナチ党党大会会場の内部に設定されている。ツェッペリン通りとホームストレッチが設定されているボテイナー通りに挟まれる形で建つ石造りの建造物は、大会のメイン会場であったツェッペリン広場に設置された演壇の遺構である。

## レイアウト
サーキット自体は仮設コースだが、全長360メートルのグランドスタンドは常設型になっている。開業当初は8の字型を含む複数の異なるレイアウトでレースが行われていた。
現行レイアウトは、緩やかな湾曲部をもつ3つのストレートを、ヘアピンカーブとシケインで繋いだ簡潔なものである。ホームストレートから緩やかな右カーブのターン1を通過すると、グルンディッヒ本社ビルの手前、左ヘアピンカーブのターン2と緩やかな左カーブのターン3を連続して抜ける。短いストレートの先には、それぞれ90度右、左に切り返すシケイン「シュラー・S」があり、脱出でアンダーステアが出た車はここでクラッシュを起こしやすい。その先の緩やかな右カーブを抜けて、「ドゥッツェンタイヒカーブ」と呼ばれる2つめのヘアピンカーブを曲がり、緩やかな左カーブのターン8を通過して1周となる。

## 死亡事故

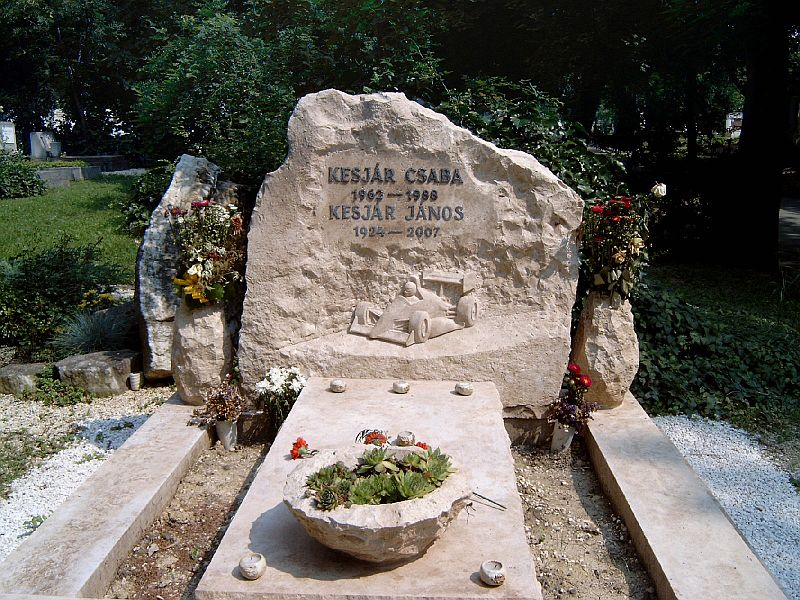
クサバ・ケスヤーと父ヤノシュの墓

- 1971年 - ペドロ・ロドリゲスが運転していたフェラーリ・512がシュラー・S手前の耐火障壁でクラッシュし炎上、ロドリゲスは死去した。その後、速度低減のためにターン2の位置を手前に移動する改修が行われた。また、2006年には事故現場に記念額が置かれた。
- 1988年 - F3のレース中、ハンガリー出身のドライバー、クサバ・ケスヤーがブレーキングを誤りタイヤバリアに追突、即死した。